# 罗塞尔龙属
羅塞爾龍（學名：Russellosaurus）是種原始、小型滄龍類，生活在白堊紀晚期的北美洲。羅塞爾龍是根據一個頭骨化石（編號SMU 73056）所描述的，頭骨發現於美國德州南部達拉斯縣的頁岩層，由一位達拉斯古生物學會的成員於1992年所發現。現在存放在位於南方衛理公會大學的舒勒古生物博物館中。其他零碎的羅塞爾龍化石，則是在達拉斯另外兩個地區的石灰岩層發現的，年代較模式標本古老。

## 詞源
模式種是R. coheni，屬名是紀念古生物學家戴爾·羅素（ Dale A. Russell），羅素作出許多滄龍類研究，而滄龍的第二個種（M. russelli）與塞爾馬龍的模式種也是用羅素來命名，；而種名則是以發現模式標本的業餘化石收集者為名。羅塞爾龍也因為之前未曾在北美洲發現如完整的滄龍類化石而受到注目。

## 特徵
羅塞爾龍的額骨狹窄，長寬比為1.6:1。上頜骨牙齒每邊有16顆，齒骨牙齒每邊有16顆。前上頜骨寬、鈍；從背側看，前上頜骨/上頜骨間的接縫傾斜。外翼骨（Ectopterygoid）小，有明顯、略呈長方形的小型翼突，以及修長、棒狀的顴突。額骨有外鼻孔的凹痕。枕骨底部有一對孔，由薄的骨隔開，應是基底動脈通過的管道。枕骨底部的內側有多個小孔。基蝶骨的翼突往下。眶額後突小。松果孔位於三角形的頂骨中央。上枕骨與頂骨之間沒有軟骨。頂骨後緣的個中型的裂口。

## 分類
Polcyn與Bell在2005年建立了一個更大的演化支，稱為羅賽爾龍類科（Rullessosaurina），包含：海王龍亞科與扁掌龍亞科、包含特提斯龍、羅塞爾龍、亞瓜拉龍…等物種的最近共同祖先，與最近共同祖先的所有後代，離滄龍亞科的關係較遠。羅塞爾龍的頭骨具有許多扁掌龍亞科的特徵，以及許多祖徵（Plesiomorphic）。親緣分支分類法研究認為羅塞爾龍與亞瓜拉龍是近親，亞瓜拉龍是種原始滄龍類，生存於土侖階的南美洲哥倫比亞。特提斯龍也是種原始滄龍類，生存於土侖階的摩洛哥。科學家認為這三個屬屬於一個原始演化支，與扁掌龍亞科、海王龍亞科共同組成羅塞爾龍類科。
根據頭蓋骨基部（Basicranium）之間沒有癒合、骨頭表面的明顯血管痕跡，顯示這個羅塞爾龍化石正處於快速成長階段，是個亞成年個體。在羅塞爾龍化石的發現處附近，也發現另一個更原始的滄龍類，達拉斯蜥蜴。